# Mühlviertler Schlossmuseum

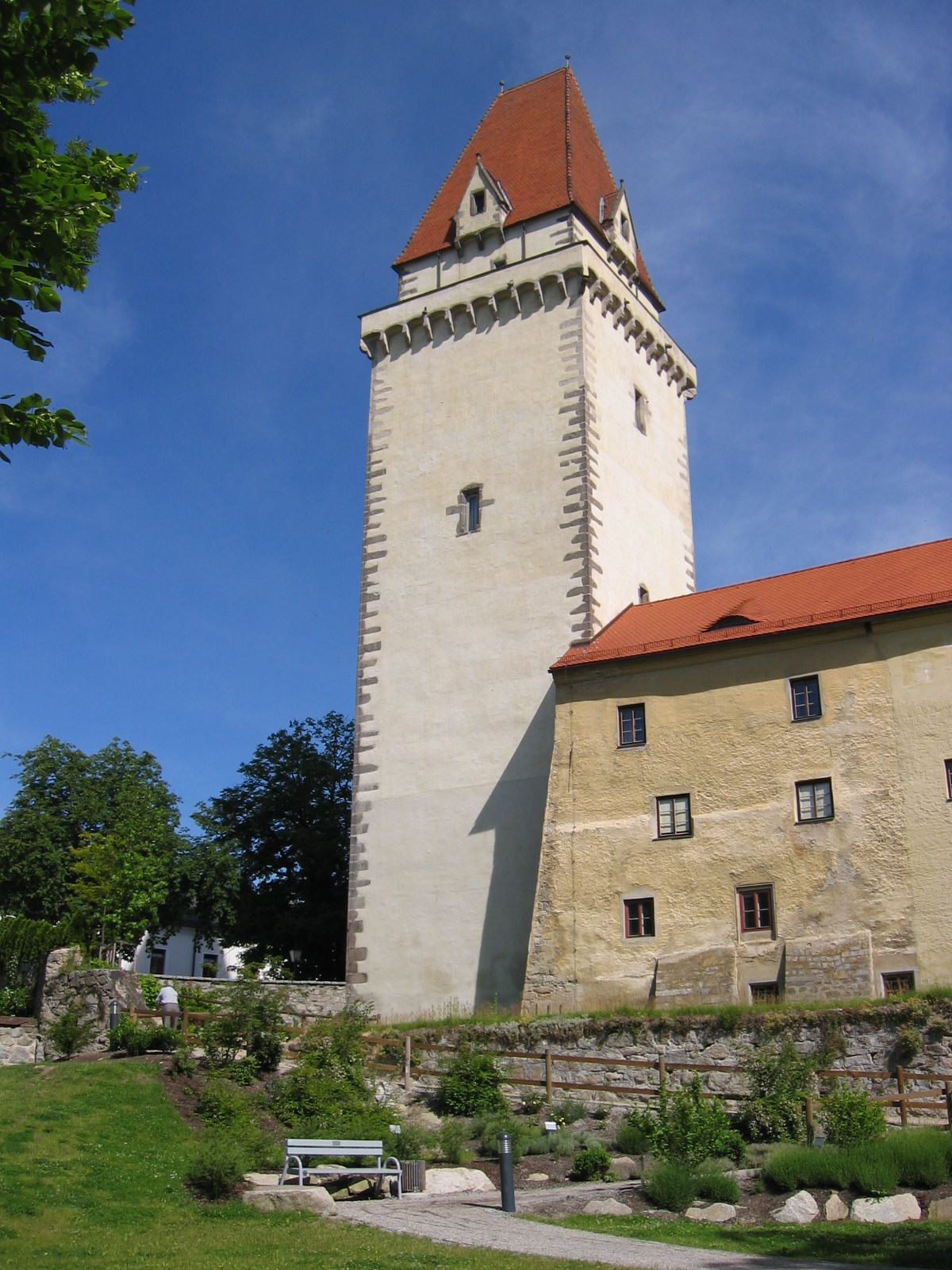
Bergfried und Südtrakt des Schlosses

Das Mühlviertler Schlossmuseum wurde 1926 gegründet und ist das einzige Museum der Stadt Freistadt. Es beherbergt rund 21.000 Objekte aus acht Jahrhunderten und ist im Südtrakt von Schloss Freistadt untergebracht.

## Geschichte
Das Mühlviertler Schlossmuseum wurde 1926 vom Verein Heimatbund Alt-Freystadt als Mühlviertler Heimathaus gegründet, später in Mühlviertler Schlossmuseum umbenannt. Der Verein wurde 1921 gegründet und begann mit der Sammlung von Ausstellungsgegenständen, die später in das neue Museum eingebracht wurden. Der erste Ausstellungsraum des Museums war die ehemalige Schlosskapelle, die vorher als Lager für das Vermessungsamt diente. Im Jahr 1932 kam die ebenerdige Säulenhalle, ehemalige Pferdestallung aus dem Jahr 1588, dazu. 1942 wurde dieses Vereinsmuseum vom Bezirk Freistadt übernommen. 1948 wurde der Bergfried des Schlosses für museale Zwecke umgebaut, wodurch neun zusätzliche Räume entstanden. 1952 übernahm das Land Oberösterreich das Heimathaus und führte es bis zum Jahr 2000. Seit 1. April 2000 leitet der Verein Mühlviertler Schlossmuseum Freistadt das Museum, die fachliche Betreuung liegt weiterhin beim wissenschaftlichen Personal des Oberösterreichischen Landesmuseums Linz.
Folgende Persönlichkeiten haben im Laufe der Geschichte wesentlich zur Bestandserweiterung des Museums beigetragen:
- Gustav Brachmann,
- Franz Dichtl und
- Adolf Bodingbauer.

Im Laufe der Zeit wurde es nach dem Freiwerden verschiedener Wohnungen ständig erweitert und besitzt heute 21 Schauräume. Das Schlossmuseum zeigt etwa 21.000 vorwiegend volkskundliche Exponate und Objekte aus acht Jahrhunderten Stadtgeschichte. Das Museum besteht aus vier Hauptgruppen:
- Volkskunde des Mühlviertels
- Handwerk und Handel
- Stadtgeschichte, Alltagsgeschichte
- Hinterglasmalerei und Keramik
- Zoll- und Finanzgeschichte

## Sehenswertes im Schlossmuseum

### Dauerausstellungen
Im zweiten Stock des Südtraktes befinden sich alte Ansichten der Stadt und Zeitzeugen aus ihrer Vergangenheit. Im darüber liegenden Stockwerk befindet sich das so genannte Hirschbacher Zimmer mit seinen bunt bemalten Bauernmöbeln aus dem frühen 19. Jahrhundert. Die hier gezeigten, renovierten Einrichtungsgegenstände wie Truhe, Kasten, Bett, Wiege, Tisch und Sessel, Kredenz, Schüsselkorb und Spinnrad stammen aus Hirschbach (8 Kilometer südwestlich von Freistadt gelegen). Die Blütezeit dieser Möbelbemalung lag um 1800, dauerte aber insgesamt nur 60 Jahre. 
Vom Südtrakt gelangt man in den Schlossturm (Bergfried). Hier sind die Ausstellungen zu Volkskundethemen, wie Glaube und Aberglaube, Waag- und Messwesen, Brauch und Volksfrömmigkeit zu sehen. Ganz oben im Schlossturm (9. Etage) ist die Türmerstube untergebracht, die nahezu im Originalzustand erhalten geblieben ist. Der Wächter auf dem Bergfried, den die Herrschaft Freistadt zu stellen hatte, wachte dort bei Tag, während der Wächter auf dem Kirchturm, für den die Stadt zuständig war, in den Nachtstunden seinen Dienst versah. Von der Türmerstube gelangt man auf einen Umgang in 40 Metern Höhe, der früher dem Wächter als Aussichtsmöglichkeit diente und heute einen Überblick über die ganze Stadt und ihre hügelige Umgebung gewährt.
Eine einzigartige Sammlung von 531 Hinterglasbildern (die größte in Österreich) aus der Zeit von 1770 bis 1930 ist in der gotischen Schlosskapelle untergebracht. Die Schlosskapelle aus dem 15. Jahrhundert erreicht man vom inneren Schlosshof über einen Treppenaufgang. Die meisten Bilder stammen aus Sandl (14 Kilometer nördlich von Freistadt) und dem damals noch deutschen Südböhmen (z. B. Buchers). Es sind fromme Andachtsbilder mit einer sehr einfachen Darstellung von Gnadenbildern bekannter Wallfahrtsorte und von Heiligen, die von der bäuerlichen Bevölkerung besonders verehrt wurden. Solche Bilder waren einst im Mühlviertel, besonders in den Bauernhäusern, weit verbreitet. 

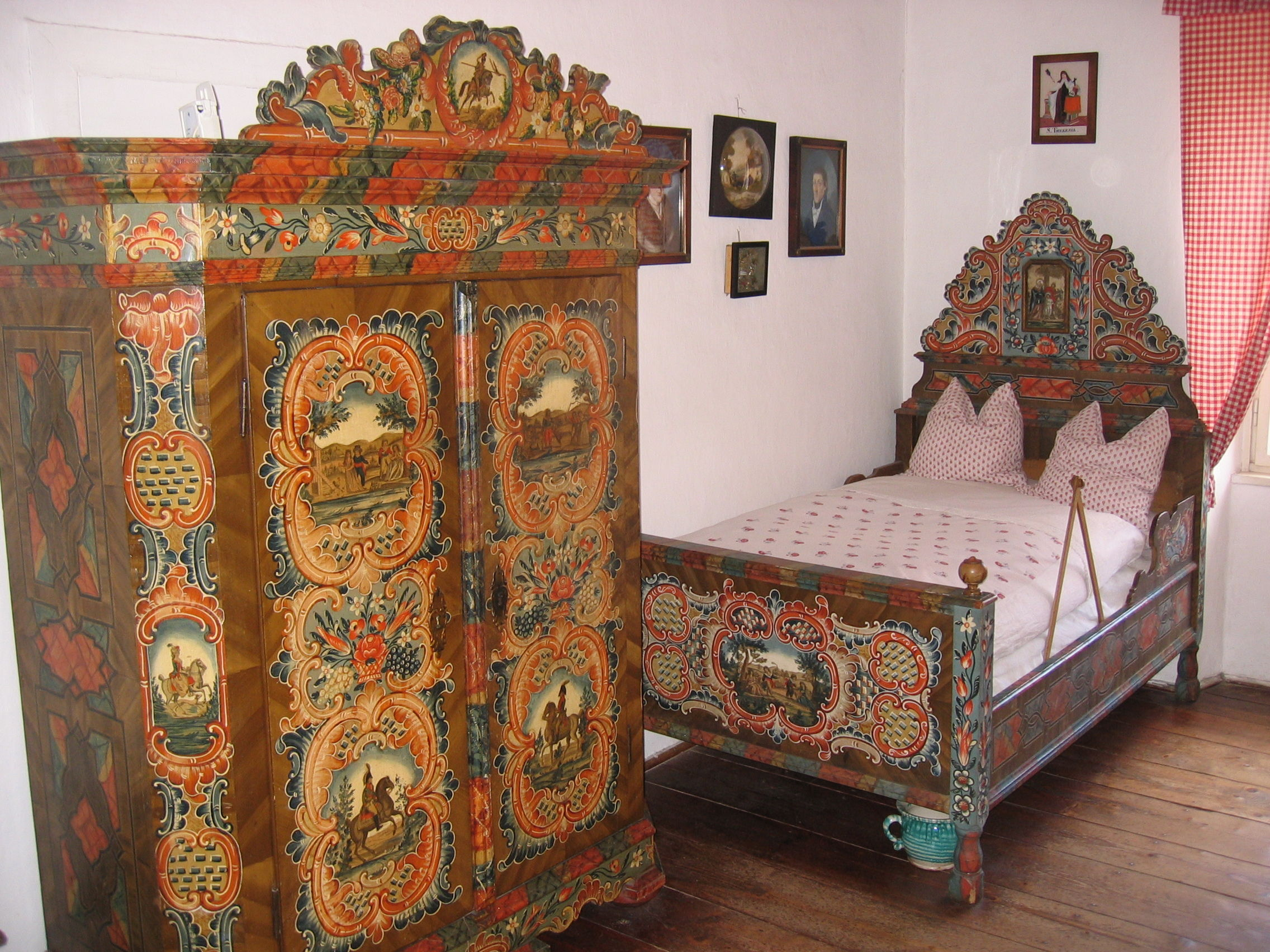
Hirschbacher Bauernmöbeln
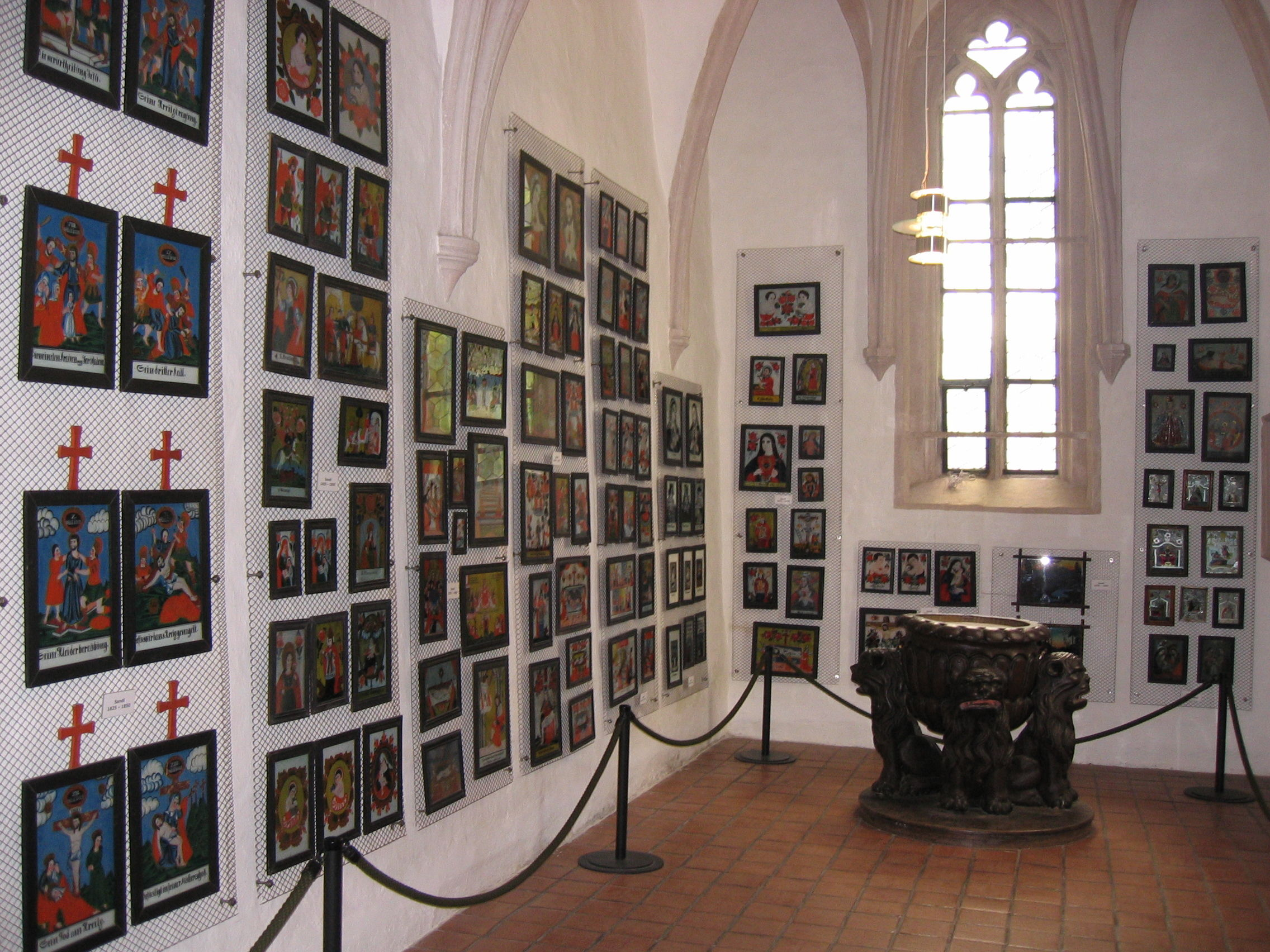
Hinterglasbilder in der Schlosskapelle
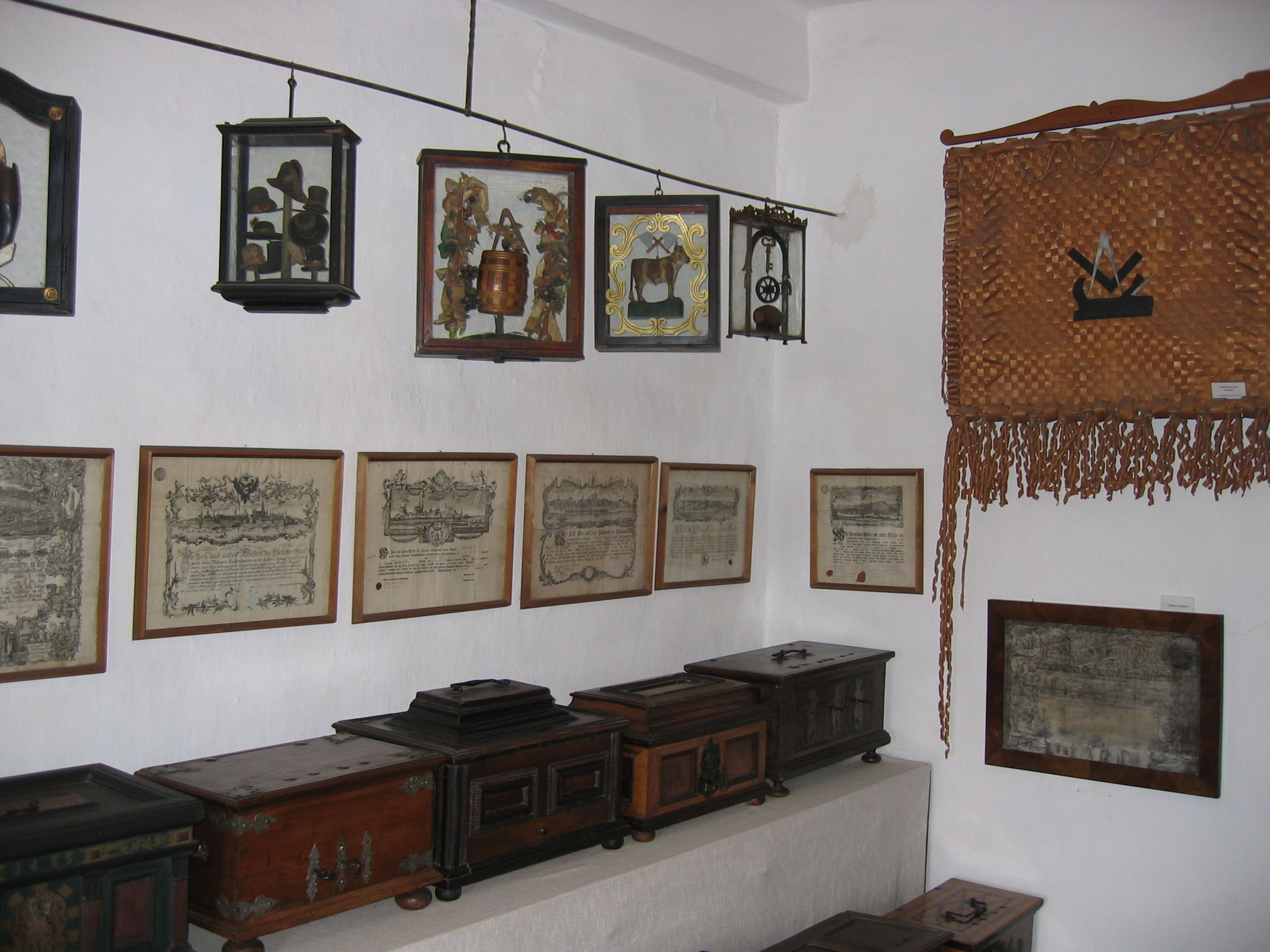
Zunfttruhen und Handwerkszeichen
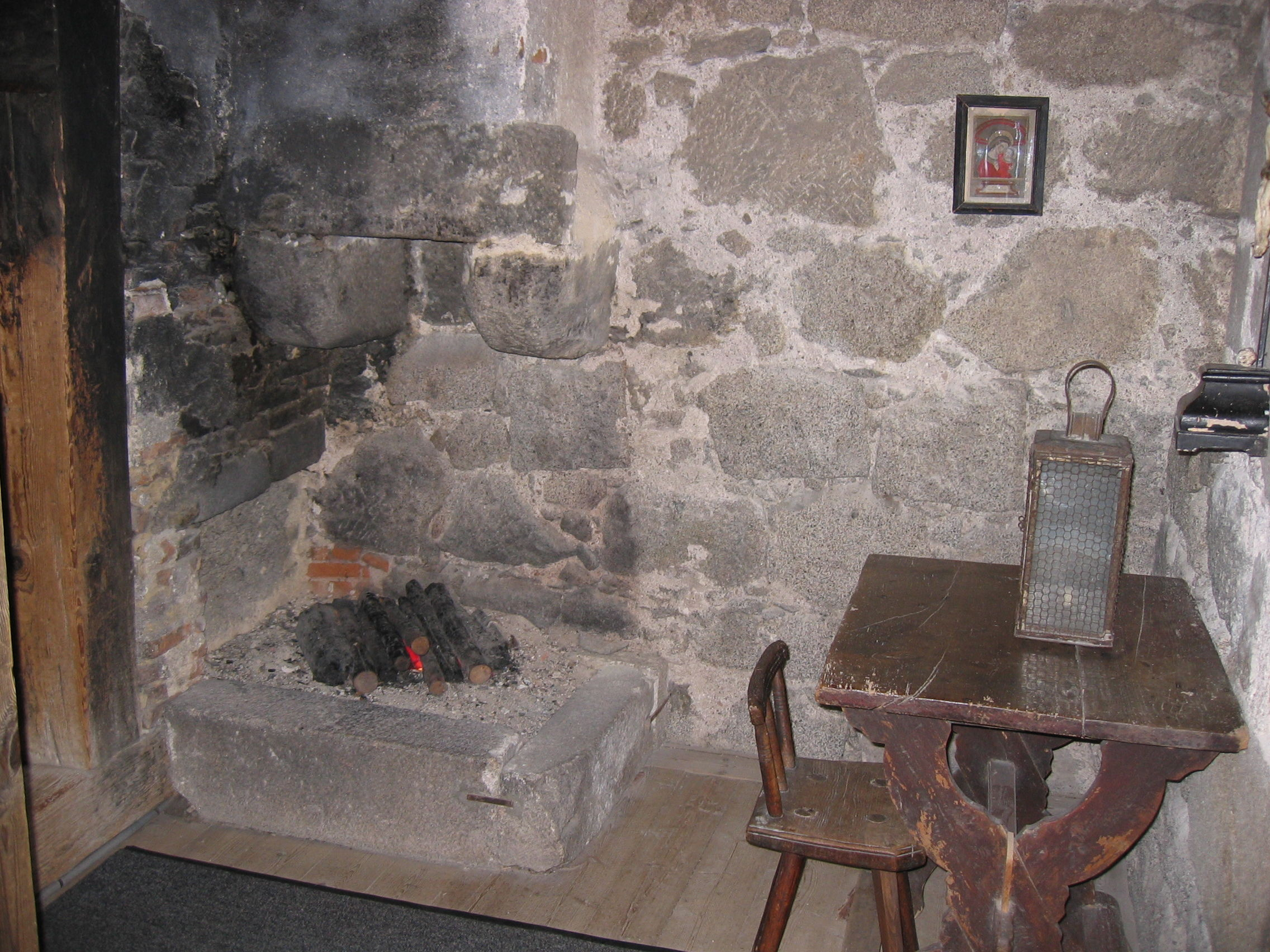
Türmerstube

### Sonderausstellungen
Sonderausstellungen werden in der Säulenhalle und im Gesindehaus gezeigt (Eingang ebenerdig vom inneren Schlosshof). Die Säulenhalle war ursprünglich der Pferdestall der Herrschaft Freistadt und wurde im Jahr 1588 errichtet. Bevor wechselnde Sonderausstellungen gezeigt wurden, waren dort dauerhaft volkskundliche Werkzeuge und Geräte ausgestellt.